# Marie-Louis-Adolphe Guillaumat
Marie-Louis-Adolphe Guillaumat, francoski general, * 4. januar 1863, Bourgneuf, Charente-Maritime, † 18. maj 1940, Nantes, Francija.
Kratki časi (junij–julij 1926) je bil minister za vojno Francije.